# Habenaria warmingii
Habenaria warmingii är en orkidéart som beskrevs av Heinrich Gustav Reichenbach och Johannes Eugen ius Bülow Warming. Habenaria warmingii ingår i släktet Habenaria och familjen orkidéer. Inga underarter finns listade i Catalogue of Life.